# Colegiul Național „Andrei Șaguna” din Brașov
Colegiul Național „Andrei Șaguna” este un liceu din municipiul Brașov, continuator al gimnaziului „Școalele centrale române greco-ortodoxe”, înființat în secolul al XIX-lea.
Clădirea colegiului, situată între Centrul istoric al Brașovului (Cetatea) și Șchei, este declarată monument istoric cu cod LMI BV-II-m-A-11587.

## Istoric

### Școalele Centrale Române greco-ortodoxe din Brașov
Inițiativa înființării unei singure „școli naționale centrale” pentru românii din Brașov a fost adoptată în ședința comună din 19 noiembrie 1844 a celor două parohii românești, biserica „Sfântul Nicolae” din Șchei și „Sfânta Adormire” din Cetate. De administrarea viitoarei instituții de învățământ urma să se ocupe „Eforia Școlară”, o comisie comună a celor două parohii românești, prezidată de protopopul Ioan Popasu, printre membrii acesteia, aleși la înființare, numărându-se George Barițiu, redactor șef al Gazetei de Transilvania și profesor la  „Școala din Cetate” și Iacob Mureșianu, profesor și director al gimnaziului latino-german. Aceasta va deveni ulterior „Eforia Școalelor Centrale române greco-ortodoxe din Brașov”, care va conduce complexul școlar brașovean până în anul 1919, atâta timp cât învățământul componentelor sale va rămâne confesional.
Un alt pas înainte a fost făcut în același an, 1844, odată cu achiziționarea grădinii și băilor deținute de croitorul Johann Beer în zona dintre Șchei și Cetate, numită „Groaveri”, unde românii au dorit inițial construirea unui cimitir.
Școalele Centrale Române s-au deschis în data de 1 septembrie 1850, într-o clădire închiriată, denumită „Casa Băcanului”, pentru început numai cu clasele I - III de băieți și cu clasele I - II de fete ale școlii normale (ciclul primar). Clasa a IV-a de băieți, proiectată ca un una pregătitoare pentru gimnaziu, a fost transformată, în anul respectiv, direct în prima clasă gimnazială. Ca „rector” ale Școalelor Centrale a fost numit Iosif Barac (1813-1884), iar postul de profesor a fost ocupat de Gavriil Munteanu, cel care va deveni primul director al gimnaziului până la decesul său, survenit în anul 1869. Pentru început, gimnaziul a avut în componență 24 de elevi, între care Titu Maiorescu și Ioan Meșotă.

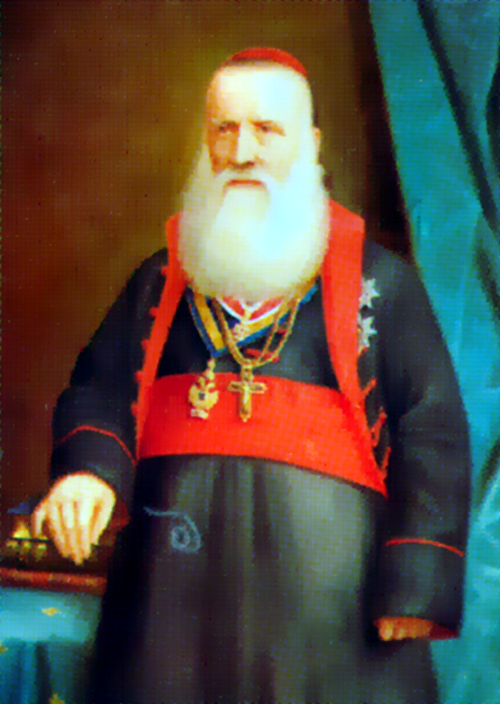
Mitropolitul Andrei Şaguna

Chiar de la început s-a simțit lipsa unei clădiri proprii, corespunzătoare cerințelor unui gimnaziu. Încă din anul 1846 a avut loc la Viena o primă discuție între protopopul Ioan Popasu și arhitectul Ștefan Emilian, care cunoștea intențiile românilor brașoveni de a-și construi o școală. La îndemnul lui Popasu, Ștefan Emilian, premiat recent de Academia Imperială de Arte Frumoase din Viena, a proiectat o clădire mult mai mare decât fusese stabilită inițial, în care să-și poată desfășura activitatea atât școala primară, cât și un gimnaziu superior cu opt clase. Conform proiectului, clădirea urma să aibă douăzeci de săli de clasă și o sală festivă.
Piatra de temelie a noii clădiri a școlii, „piatra cea din capul unghiului”, a fost așezată de către însuși episcopul Andrei Șaguna în ziua de 17 septembrie 1851, sărbătoarea Sfintei Sofia și a fiicelor sale Pistis, Elpis și Agapi (Credința, Speranța și Caritatea).
Construcția noului edificiu, încredințată arhitectului Ștefan Emilian și inginerului sas Fisoler, a costat foarte mult și a implicat multe sacrificii. În anul 1853 a fost terminat parterul și primul etaj, iar în 1856 s-a terminat cel de-al doilea etaj și s-au finalizat lucrările. Atunci au fost date în folosință toate cele 22 de încăperi, dintre care 11 la parter, inclusiv sala festivă, și alte 10 la cele două etaje.
La acea dată, gimnaziul din Brașov era al treilea din Transilvania, după cele din Blaj (1754) și Beiuș (1828), și al șaselea din ținuturile românești, celelate fiind din București - „Sfântul Sava” (1818), Iași (1835), Craiova (1842). 
Ca urmare, prin decretul din 28 ianuarie 1856 al Ministerului Cultelor și Instrucțiunii Publice, a fost recunoscut pe deplin dreptul de funcționare a gimnaziului în calitate de școală confesională cu denumirea completa de „Școlile Centrale Române Greco-Ortodoxe” din Brașov. Toate acestea au constituit fundamentul pe care, în anul 1861, s-a deschis gimnaziul superior cu clasele V-VIII, și ulterior, școala reală inferioară și școala comercială superioară. În anul 1865 gimnaziul avea deja toate cele opt clase, primul examen de maturitate (Bacalaureat) din acel an școlar fiind condus de însuși mitropolitul Andrei Șaguna.
Gimnaziul s-a orientat încă de la înființare spre un învățământ umanist în limba română, materiile de studiu fiind: limba latină, greacă, germană, franceză, română, istorie, geografie, fizică, chimie, științe naturale, desen, muzică, gimnastică. 

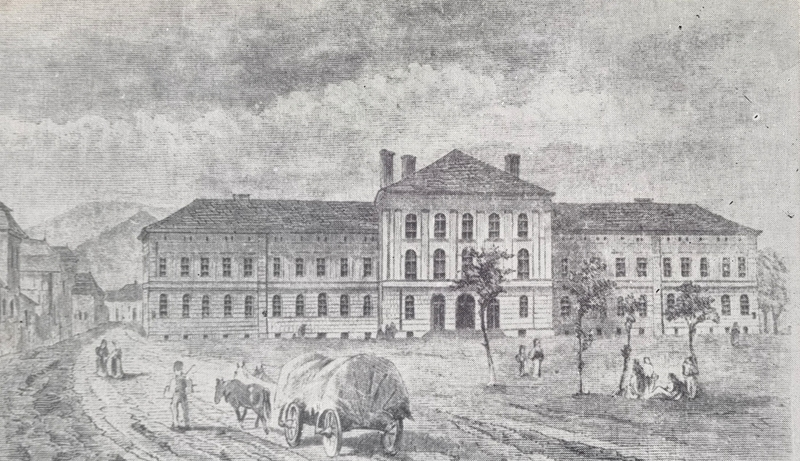
„Școalele centrale române greco-ortodoxe” din Brașov în 1900

Prima perioadă de existență a Școlilor centrale din Brașov a fost marcată printr-o situația economică dificilă, caracterizată de lipsa manualelor școlare, a cărților traduse în limba română și a mijloacelor necesare desfășurării procesului de învățământ. Până la acordarea ajutorului de la stat, gimnaziul a fost susținut prin contribuția majoră a parohiilor „Sfântul Nicolae” din Șchei și „Sfânta Adormire” din Cetate, dar și prin donațiile negustorilor români din Brașov, din Transilvania și de peste Carpați, precum și prin colectele efectuate de către membrii Eforiei Școlare în Brașov și în împrejurimi. Pe toată durata acestor prime două decenii, gimnaziul din Brașov a beneficiat de susținerea continuă a mitropolitului Andrei Șaguna și a protopopului Ioan Popasu. Aceștia au intervenit, prin natura funcțiilor lor, pe lângă autoritățile centrale și locale, au supravegheat și au sprijinit instituția de învățământ în ciuda condițiilor nefavorabile unor asemenea demersuri. Mai mult chiar, în perioadele de lipsuri financiare au împrumutat și au susținut școala din veniturile personale.
În data de 27 februarie/11 martie 1882, în sala festivă a școlii, a avut loc premiera operetei „Crai Nou“ de Ciprian Porumbescu, profesor de muzică la gimnaziu, în prezența unui numeros public, din oraș și împrejurimi.
O contribuție importantă în existența de început a gimnaziului a avut-o Gavriil Munteanu, primul director al școlii (până în 1869, urmat la conducere de dr. Ioan Meșotă (1869-1878), Ștefan Iosif, tatăl poetului Ștefan Octavian Iosif între anii 1878-1889, apoi Ipolit Ilasievici (1889-1894), Virgil Onițiu (1894-1915) și dr. Iosif Blaga (1915-1919). Conform tradiției, directorul era ajutat de Conferința profesorală. În anul școlar 1869/1870 au funcționat conferințe separate pentru gimnaziu și pentru cele două școli noi, școala reală, respectiv cea comercială. Între 1870-1896 a funcționat o conferință unitară a Școlilor Centrale, după care s-a revenit la separarea lor.
„Școlile Centrale” au fost afectate puternic de Primul Război Mondial, odată cu mobilizarea generală a armatei, au plecat pe front învățători, profesori și elevi ai Școalelor centrale, ceea ce adus la perturbarea procesului didactic. Clădirea gimnaziului a fost ocupată de armată încă din august 1914, aceasta instalându-și aici birourile comandamentului de recrutare, precum și o parte a trupelor, înainte de plecarea pe front. Curtea școlii și sala de gimnastică au fost de asemenea folosite pentru instruirea trupelor, și respectiv, pentru bucătăriile de campanie. Abia după multe insistențe, o parte a localului școlii a fost eliberat, ceea ce a permis continuarea cursurilor. Elevii din clasele gimnaziului au început să urmeze cursuri de instrucție militară, cuprinzând o parte teoretică și una practică, în vederea unor viitoare mobilizări.
După reocuparea orașului de armatele germano-austro-ungare în anul 1916, clădirea școlii fiind transformată în spital de campanie, cursurile s-au ținut în clădiri închiriate, necorespunzătoare din păcate procesului didactic, la care s-a adăugat și lipsa acută a manualelor școlare.
După terminarea războiului, majoritatea profesorilor și învățătorilor plecați în pribegie s-au întors înapoi acasă, cea mai mare parte a acestora reluându-și locurile la catedre. Clădirea școlii a avut nevoie de reparații majore, care s-au desfășurat pe perioada mai multor ani, necesitând considerabile resurse financiare.

### Liceul „Andrei Șaguna”
Școala comercială a mai funcționat în anul școlar 1918-1919, după care a trecut în proprietatea statului român și a fost naționalizată, încetându-și activitatea.
Referitor la școala reală, Consiliul Dirigent al Transilvaniei, cu sediul la Sibiu, a decis unirea acesteia cu școala reală superioară maghiară de opt clase, într-o singură școală reală de stat, având curs inferior și curs superior . Această nouă instituție, de sine stătătoare și având administrație proprie, cu sediul în clădirea școlii maghiare aflată pe Aleea Rudolf, devenită după Marea Unire, Aleea Ferdinand (astăzi Bulevardul Eroilor) a primit denumirea oficiala de Liceul real „Dr. Ioan Meșotă”.
Gimnaziul românesc și-a continuat activitatea, iar din anul 1922, a primit numele ctitorului său, mitropolitul Andrei Șaguna, devenind Liceul „Andrei Șaguna“.
În perioada comunistă, școala a funcționat sub numele de „Liceul nr.1”, reluîndu-și ulterior denumirea de „Liceul de cultură generală Andrei Șaguna”, iar din anul 1996 a devenit Colegiu Național.
În prezent Colegiul „Andrei Șaguna“ dispune de 27 săli de clasă, o bibliotecă cu un număr de peste 32 000 de volume, printre care un prețios fond documentar, un centru de informatică, un laborator de chimie, săli specializate de limba engleză, germană și franceză, limba româna și istorie, sală și teren de sport, precum și muzeul de biologie „Dumitru Lupan”.

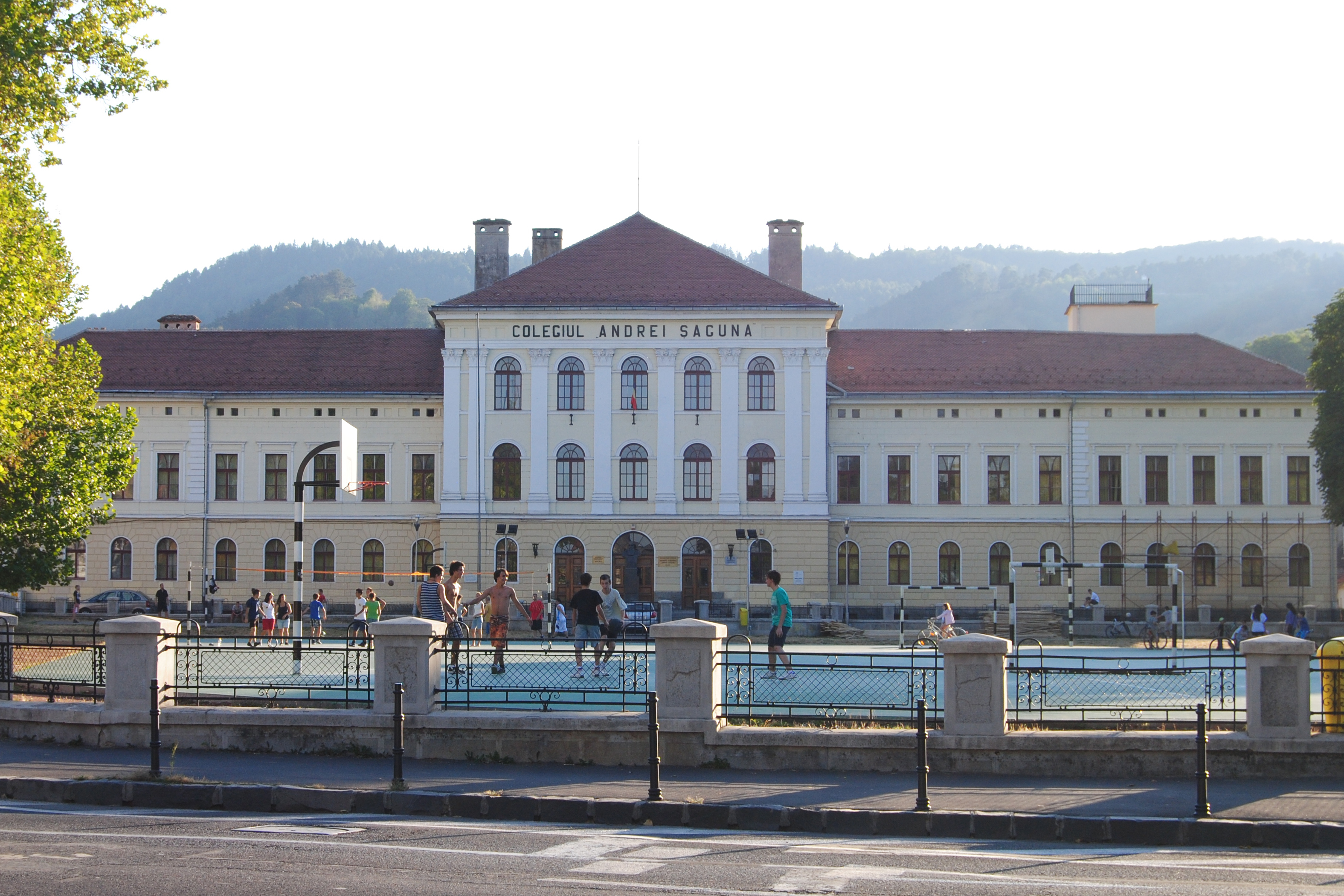
Clădirea colegiului cu terenul de sport

## Clădirea
Clădirea liceului este declarată monument istoric, cod LMI BV-II-m-A-11587.
Sala festivă a liceului a fost pictată în anul 1862 de Iosif Clement și, tot atunci, peretele frontal a fost împodobit cu deviza „Litteris et virtuti“.
Edificiul a fost supus unui programului de reabilitare la începutul anilor 2000, cofinanțat de Banca Mondială și de Primăria Brașov.

## Profilul liceului
Liceul oferă posibilitatea cursurilor de dimineață, pentru elevii cuprinși între clasele a V-a și a XII-a. Ca majoritatea colegiilor și instituțiilor de învățământ respectabile, colegiul Andrei Șaguna are, pentru elevii săi, un costum și o emblemă distinctivă. 

## Academicieni
49 de foști profesori sau elevi ai colegiului Andrei Șaguna au devenit academicieni:
1. 1866 - Gavriil Munteanu
2. 1867 - Titu Maiorescu
3. 1877 - Ioan Meșotă
4. 1879 - Nicolae Teclu
5. 1892 - Ioan Bogdan
6. 1902 - Andrei Bârseanu
7. 1902 - Virgil Onițiu
8. 1904 - Enea Hodoș
9. 1909 - Augustin Bunea
10. 1910 - Ioan Ursu
11. 1914 - Sextil Pușcariu
12. 1916 - Ion Lupaș
13. 1916 - Ilarion Pușcariu
14. 1918 - Alexandru Lapedatu
15. 1919 - Gheorghe Bogdan-Duică
16. 1919 - Valeriu Braniște
17. 1919 - George Dima
18. 1919 - Onisifor Ghibu
19. 1919 - Octavian Goga
20. 1919 - Vasile Goldiș
21. 1919 - Gheorghe Popa-Lisseanu
22. 1936 - Lucian Blaga
23. 1936 - George Giuglea
24. 1936 - Ion Lapedatu
25. 1938 - Marius Sturza
26. 1939 - Constantin Lacea
27. 1942 - Nicolae Colan
28. 1947 - Ion Mușlea
29. 1948 - Axente Banciu
30. 1948 - Emil Petrovici
31. 1955 - Aurel Bărglăzan
32. 1955 - Andrei Oțetea
33. 1955 - Emil Pop
34. 1963 - Gheorghe Buzdugan
35. 1963 - Remus Răduleț
36. 1963 - Tiberiu Spârchez
37. 1963 - Irimie Staicu
38. 1963 - Vasile Velican
39. 1963 - Ioan Zugrăvescu
40. 1965 - Dimitrie Macrea
41. 1974 - George Ciucu
42. 1974 - Eugen Jebeleanu
43. 1974 - Stelian Munteanu
44. 1974 - Dumitru Roșca
45. 1990 - Dumitru Stăniloae
46. 1991 - Victor Giurgiu
47. 1992 - Alexandru Surdu
48. 2001 - Ioan-Aurel Pop
49. 2005 - Nicolae Victor Zamfir

## Publicații

### Reviste
- Revista Puls este o publicație electronică apărută în ianuarie 2011
- Revista Muguri[19]